# 2467 Kollontai
2467 Kollontai este un asteroid din centura principală, descoperit pe 14 august 1966 de Liudmila Cernîh.

## Denumirea asteroidului
Asteroidul a primit numele în onoarea Alexandrei Kollontai, activistă comunistă rusă și sovietică, feministă, ambasadoare a URSS în Norvegia și apoi în Suedia.

## Caracteristici orbitale
2467 Kollontai are o orbită caracterizată de o semiaxă majoră egală cu 2,2135002 u.a. și de o excentricitate de 0,1602577, înclinată cu 5,79808° în raport cu ecliptica.